# Dia de la Victòria (Europa Oriental)

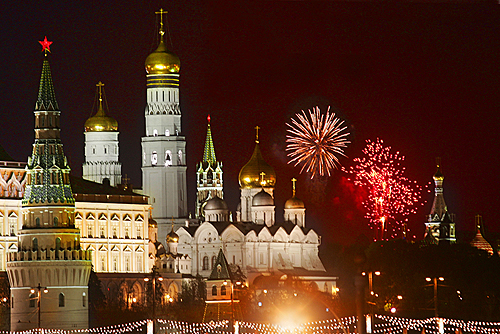
09.05.2005

El Dia de la Victòria a Europa (en belarús: Дзень Перамогі, Dzen' Peramogi; en rus:День Победы, Dien' Pobiedy; en ucraïnès: День Перемоги, Den' Peremohy) assenyala la Capitulació de l'Alemanya Nazi a la Unió Soviètica a la Segona Guerra Mundial, referida com la Gran Guerra Patriòtica a la Unió Soviètica. Aquesta capitulació va ser signada a darrera hora del 8 de maig de 1945, ja 9 de maig segons l'hora de Moscou, seguint la capitulació original que els alemanys havien signat als aliats. El govern soviètic assenyalà la victòria el dia 9, un cop finalitzada la cerimònia de la signatura a Berlín.
El 9 de maig és celebrat com a Dia de la Victòria a la majoria dels estats successors de la Unió Soviètica, especialment a Rússia, Ucraïna i Belarús. El dia se centra tradicionalment en una desfilada militar, la més preeminent de totes és la celebrada a la Plaça Roja de Moscou.
Al mateix temps van tenir lloc dues capitulacions separades. Primer, la capitulació a les nacions aliades a Reims, que va ser signada el 7 de maig de 1945, per fer-se efectiva a les 23:01, segons l'horari del Centre d'Europa (UTC+1) del 8 de maig. Aquesta data és referida com el Dia de la Victòria a Europa a la majoria dels països occidentals.
No obstant això, l'únic representant soviètic a Reims era el General, Ivan Susloparov, el Comandant de la Missió d'Enllaç Militar. El nivell d'autoritat del General Susloparov no estava gaire clar, i no tenia mitjans per comunicar-se immediatament amb el Kremlin, però malgrat tot es decidí a signar en nom dels Soviètics. Susloparov va ser agafat fora de joc: no tenia instruccions de Moscou, però si no signava, s'arriscava a una rendició alemanya sense la participació soviètica. No obstant això, va advertir que el document podia ser reemplaçat per una nova versió en el futur. Stalin no estava gens conforme amb els esdeveniments i volia executar a Susloparov al seu retorn a Moscou. Creia que la rendició alemanya havia de ser acceptada només davant de l'enviat del Comandant Suprem de l'URSS, i signat només a Berlín, així com que el protocol de Reims només havia de ser preliminar.
Llavors, s'organitzà una altra cerimònia a Berlín pel 8 de maig (quan ja era el 9 a Moscou per la diferència d'horaris). El Mariscal Wilhelm Keitel signà la capitulació de la Wehrmacht al Mariscal de la Unió Soviètica Gueorgui Júkov al Quarter General de l'Exèrcit Roig a Berlín. Per commemorar la victòria a la guerra, el 24 de juny de 1945 se celebrà la Desfilada de la Victòria.
L'aniversari del 9 de maig va ser celebrat tant a la Unió Soviètica com a la resta dels països del Bloc Oriental. Després de la caiguda del comunisme a l'Europa central i oriental tots aquests països, inclús els Estats Bàltics, celebren el Dia de la Victòria a Europa el 8 o 9 de maig.

## Països a on se celebra el 9 de maig
- Armènia ha reconegut oficialment al 9 de maig des de 1946.
- Azerbaidjan ha reconegut oficialment al 9 de maig des de 1946.
- Belarus ha reconegut oficialment el 9 de maig des de 1946.
- Bòsnia i Hercegovina ha reconegut oficialment el 9 de maig com el Dia de la Victòria sobre el Feixisme, i la República Sèrbia de Bòsnia el considera un dia no laborable.
- Geòrgia ha reconegut oficialment el 9 de maig des de 1946;
- Israel ha reconegut oficialment el 9 de maig des de l'any 2017.
- Kazakhstan ha reconegut oficialment el 9 de maig des de 1947.
- Kirguizstan ha reconegut oficialment el 9 de maig des de 1946.
- Montenegro ha reconegut oficialment el 9 de maig com a Dia de la Victoria sobre el Feixisme.
- Moldàvia ha reconegut oficialment el 9 de maig des de 1951.
- Rússia ha reconegut oficialment el 9 de maig des de 1946 i el considera un dia no laborable.
- Sèrbia celebra el 9 de maig com el Dia de la Victòria sobre el feixisme, però és un dia laborable.
- Tadjikistan ha reconegut oficialment el 9 de maig des de 1946.
- Turkmenistan ha reconegut oficialment el 9 de maig des de 1946.
- Ucraïna ha reconegut oficialment el 9 de maig des de 1946.
- Uzbekistan ha reconegut oficialment el 9 de maig des de 1946.